# Coccodiniaceae
Coccodiniaceae es una familia de hongos en Ascomycota, clase Lecanoromycetes. Fue descrita en 1918 por Franz Xaver Rudolf von Höhnel como "Coccodiniaceen" (un nombre inválido según las reglas de taxonomía de hongos), la familia fue renombrada por O.E. Eriksson en 1981. Las especies de esta familia tienen una distribución amplia y por lo general crecen epifiticamente o biotroficamente sobre hojas y tallos.